# Долиці (гміна Доліце)
Долиці (пол. Dolice) — село в Польщі, у гміні Долиці Старгардського повіту Західнопоморського воєводства. Населення — 1984 особи (2011).
У 1975—1998 роках село належало до Щецинського воєводства.

## Демографія
Демографічна структура станом на 31 березня 2011 року:
|          | Загалом | Допрацездатний вік | Працездатний вік | Постпрацездатний вік |
| -------- | ------- | ------------------ | ---------------- | -------------------- |
| Чоловіки | 951     | 192                | 678              | 81                   |
| Жінки    | 1033    | 193                | 624              | 216                  |
| Разом    | 1984    | 385                | 1302             | 297                  |